# Westernport (Maryland)
Westernport es un pueblo ubicado en el condado de Allegany en el estado estadounidense de Maryland. En el año 2010 tenía una población de 1888 habitantes y una densidad poblacional de 820,87 personas por km².

## Geografía
Westernport se encuentra ubicado en las coordenadas 
39°29′12″N 79°2′36″O / 39.48667, -79.04333.

## Demografía
Según la Oficina del Censo en 2000 los ingresos medios por hogar en la localidad eran de $34.464 y los ingresos medios por familia eran $48.846. Los hombres tenían unos ingresos medios de $38.750 frente a los $23.514 para las mujeres. La renta per cápita para la localidad era de $19.247. Alrededor del 18.7% de la población estaba por debajo del umbral de pobreza.